# Chiesa di San Felice (Venezia)

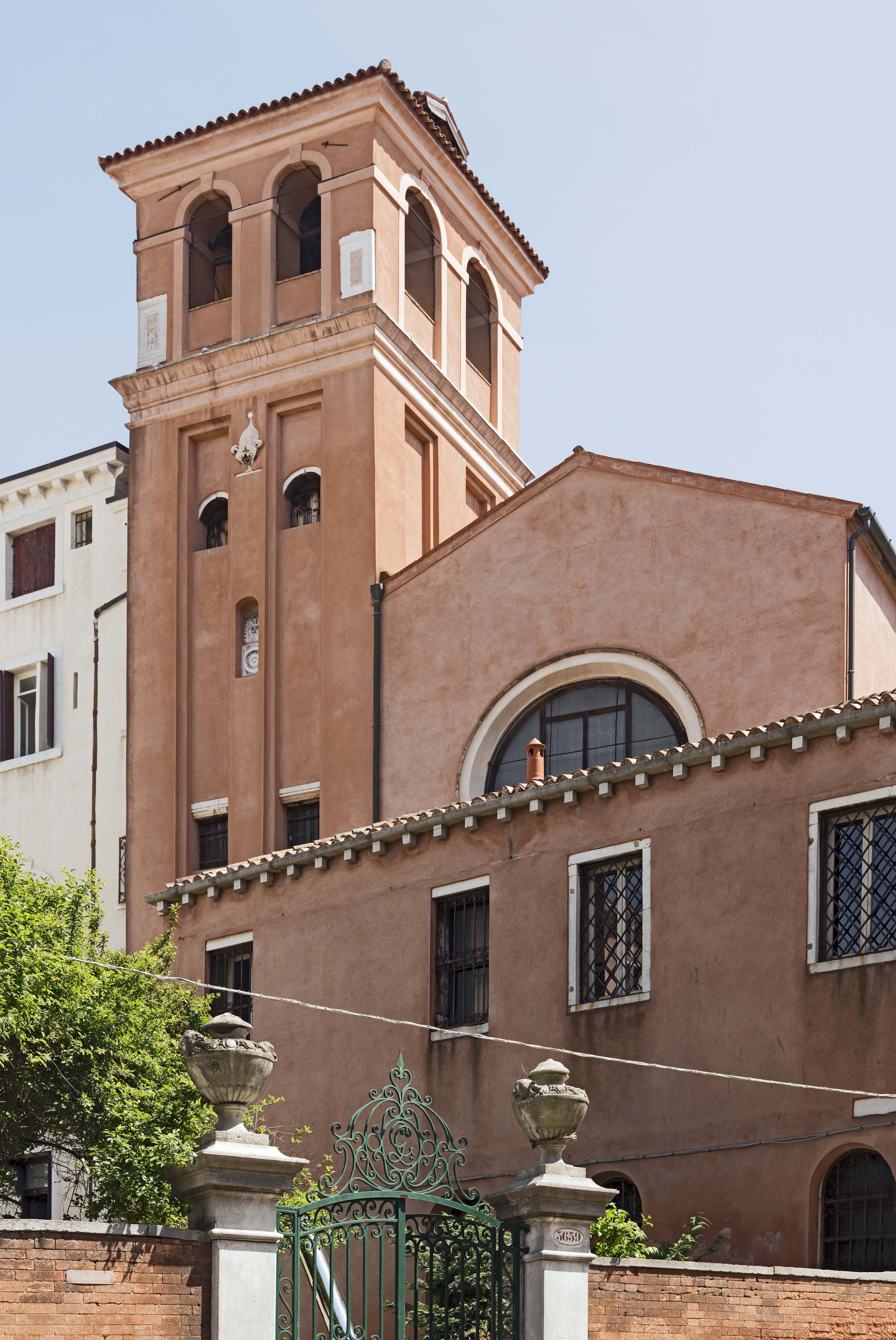
Il campanile

La chiesa di San Felice è un edificio religioso della città di Venezia, situato nel sestiere di Cannaregio. Si affaccia sulla fondamenta omonima e dà il nome al campo limitrofo, a cavallo della Strada Nova, e al Rio su cui si affaccia.

## Storia
Di origini antiche (X secolo), fu voluta dalla famiglia patrizia Gallina, anche se il primo documento che ne menziona l'esistenza risale al 1177.
Fu riconsacrata il 15 luglio 1267 dal vescovo di Caorle Marino perché profondamente modificata.
Fu ricostruita completamente a partire dal 1531 ispirandosi allo stile del Codussi, a causa delle sue condizioni statiche critiche e perché all'epoca Venezia vide un grande rinnovamento.

## Descrizione
L'ultima versione è del 1531 e ha una pianta a schema centrale, con due facciate contigue. La facciata principale è tripartita da lesene con capitelli in stile corinzio.
L'interno è a croce greca, con quattro pilastri all'incrocio che sostengono le arcate della grande cupola centrale. Vittima delle spogliazioni napoleoniche, presenta altari dell'Ottocento.
Tra le opere custodite vi è il San Demetrio armato e un devoto della nobile famiglia veneziana Ghisi, opera del primo Tintoretto (1547 circa), e un Corpo di Cristo crocifisso attribuito ad Andrea Brustolon.
All'interno della chiesa si trova una lapide che ricorda il battesimo di Carlo Rezzonico, futuro papa Clemente XIII, avvenuto il 29 marzo 1693.
Nelle vicinanze della chiesa abitò l'eroe della battaglia di Famagosta (Cipro), Marcantonio Bragadin, scorticato vivo dai Turchi nel 1571.
Ancor oggi parrocchiale, la chiesa è compresa nel vicariato di Cannaregio-Estuario (patriarcato di Venezia).

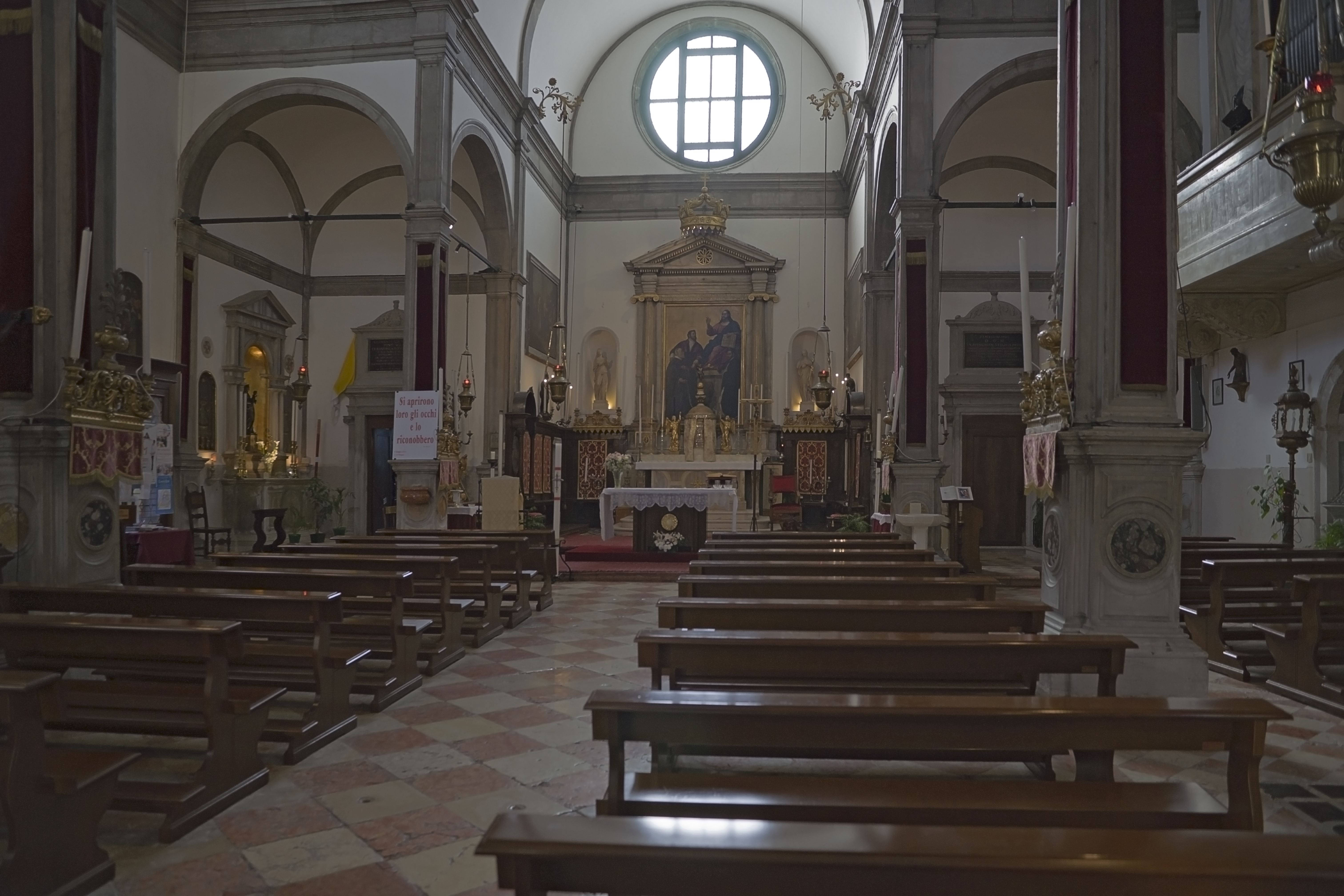
L'interno
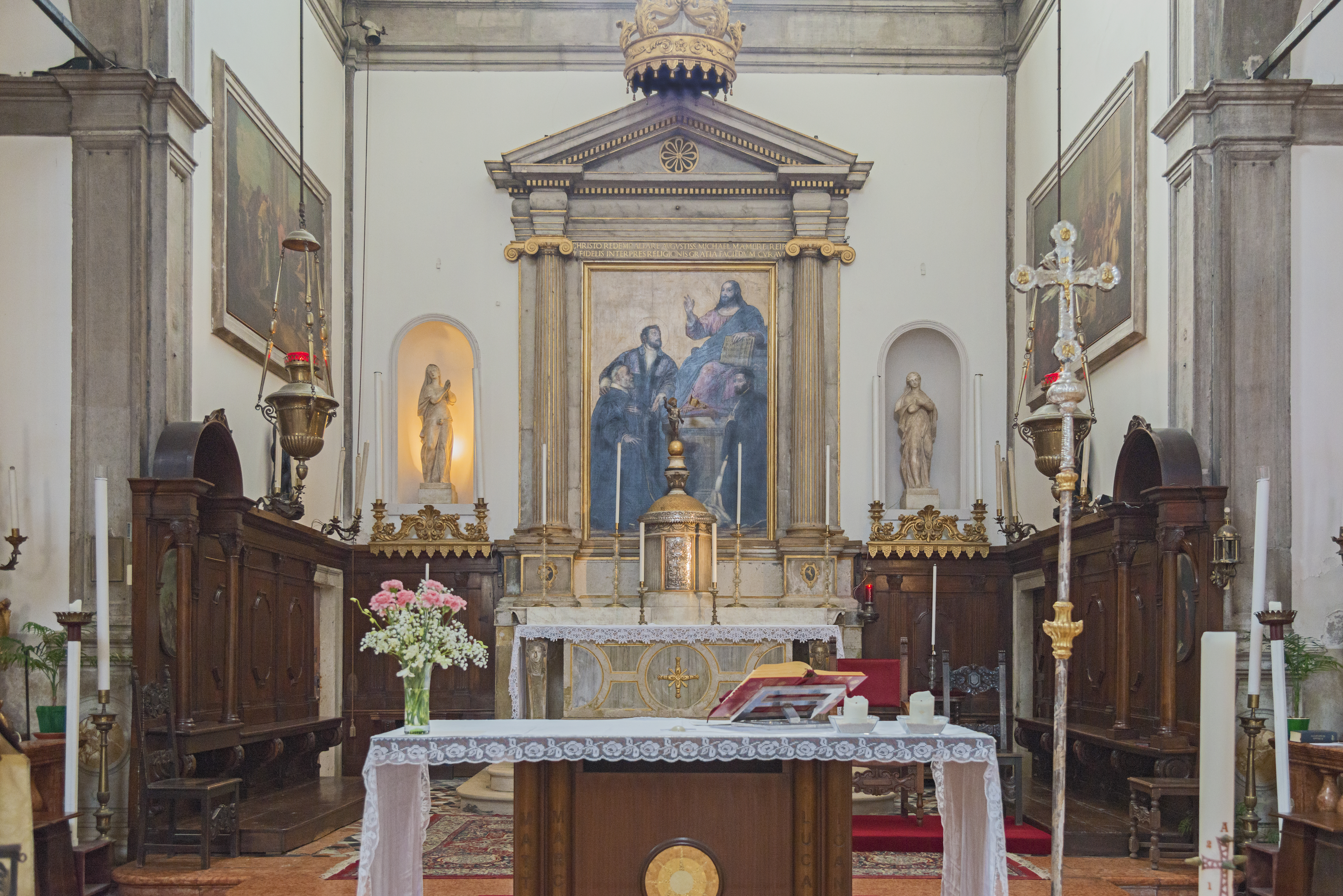
Atlare e pala d'altare di Domenico Passignano
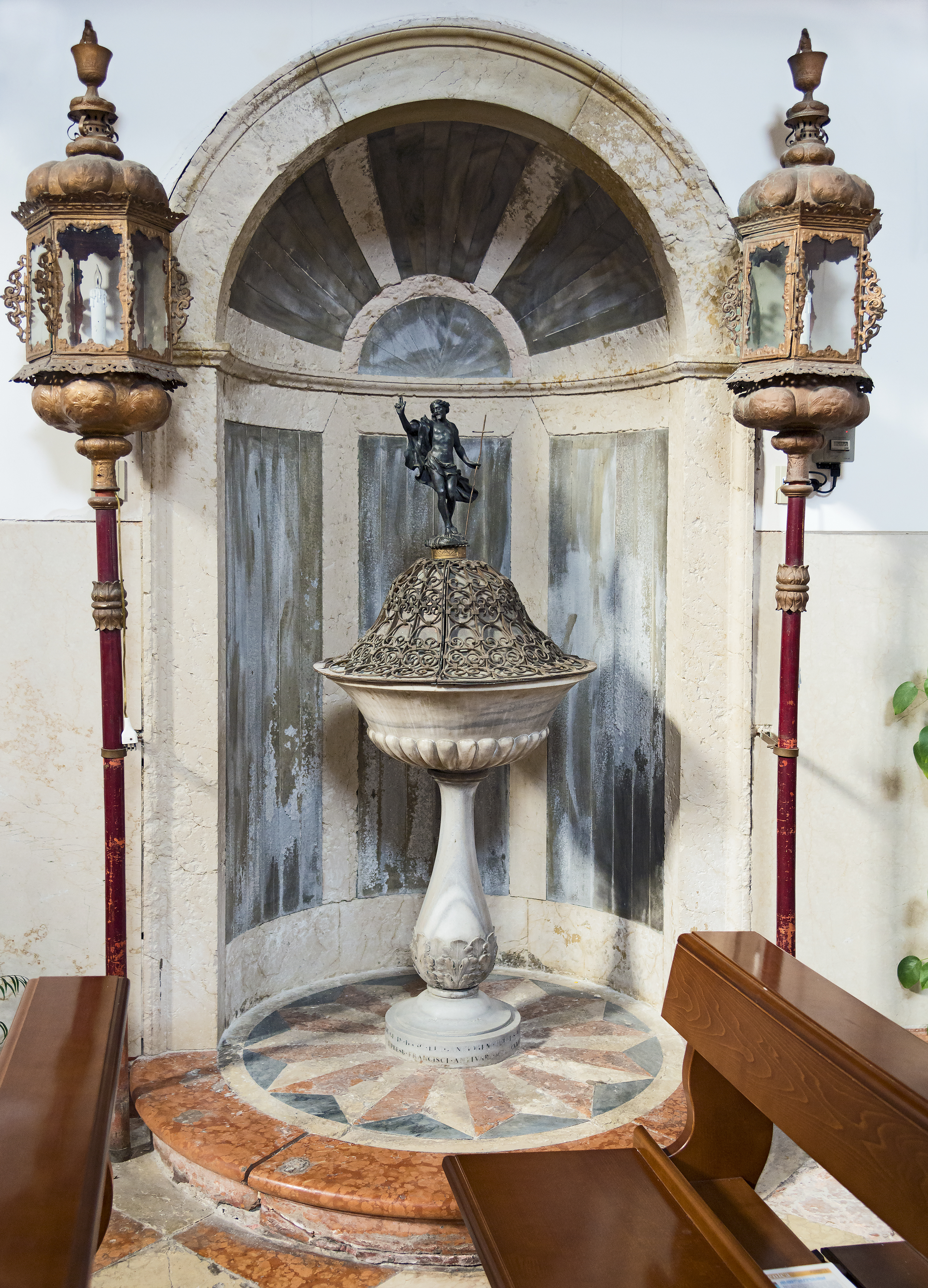
Il fonte battesimale
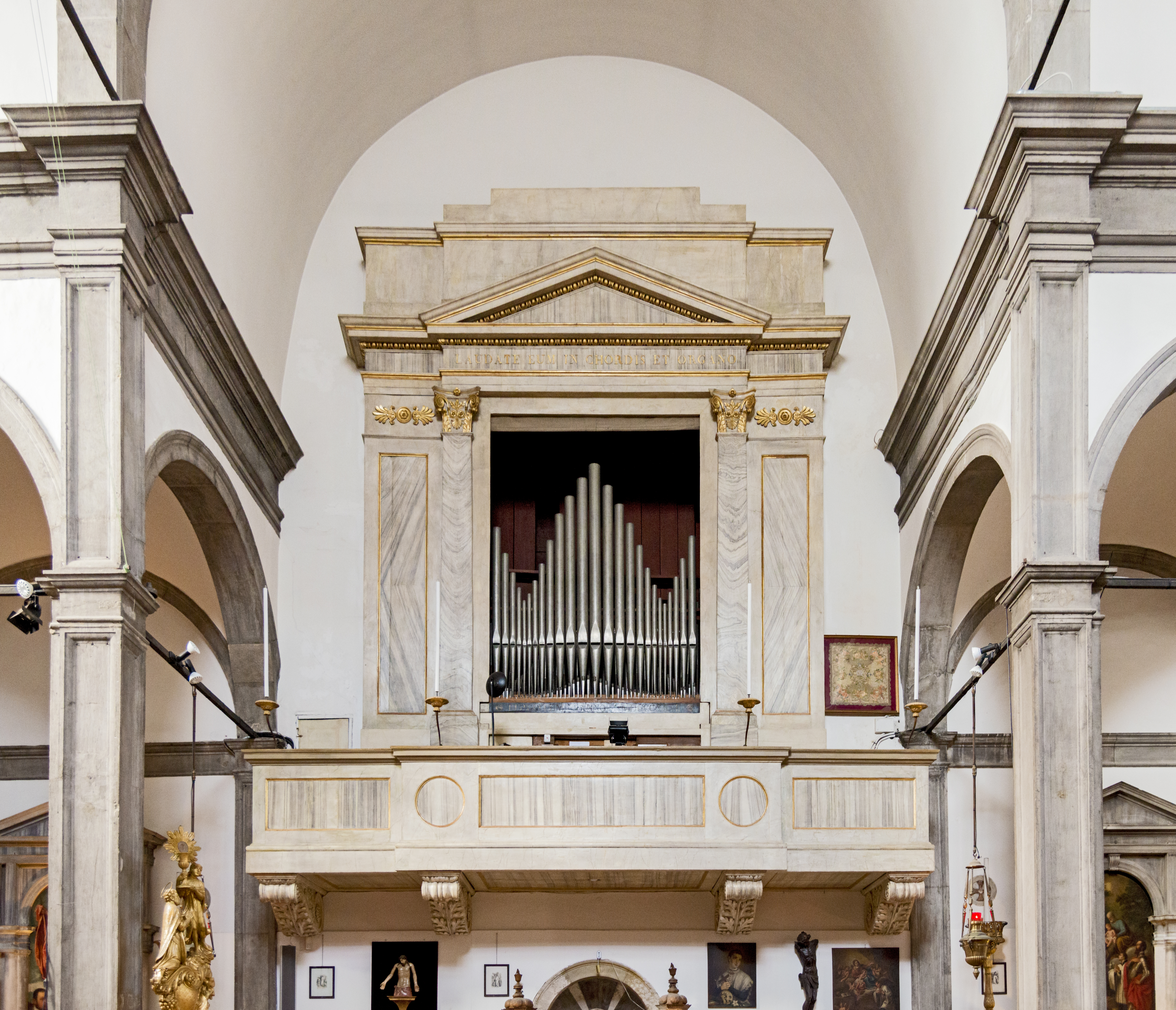
Organo di Antonio e Agostino Callido, 1822